# Полібіно (Поріцький район)
Полі́біно (рос. Полибино, чув. Полибино) — село у складі Поріцького району Чувашії, Росія. Входить до складу Семеновського сільського поселення.
Населення — 67 осіб (2010; 121 у 2002).
Національний склад:
- росіяни — 93 %